# RC 스트라스부르

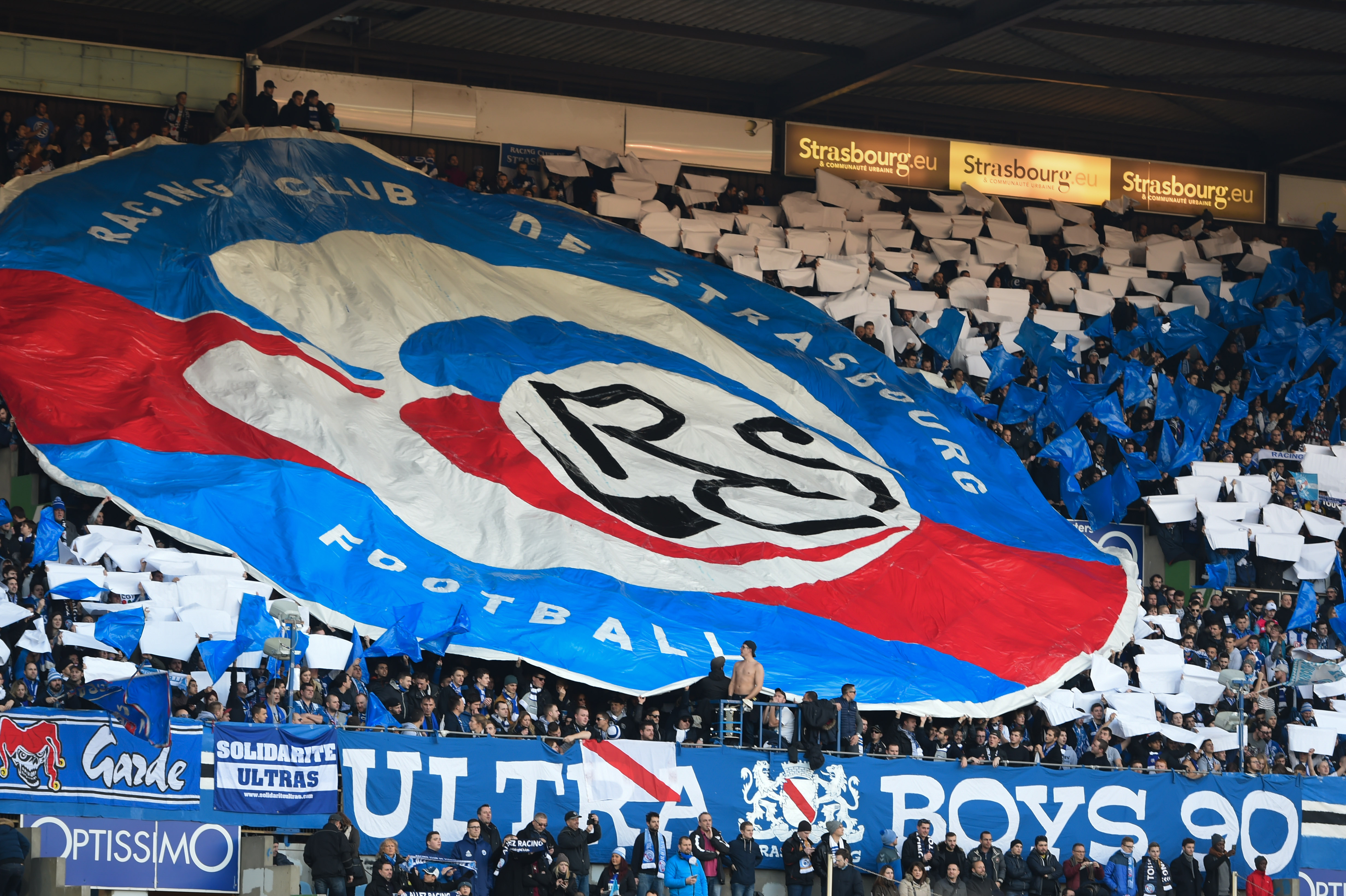

라싱 클뢰브 드 스트라스부르 알자스(프랑스어: Racing Club de Strasbourg Alsace)는 1906년에 창설된 프랑스의 축구 클럽으로, 알자스의 스트라스부르를 연고로 하고 있다. 1933년에 이래로 프로 축구단의 지위를 보유하고 있으며, 리그 2 2016-17 시즌을 우승하며, 프랑스의 최상위 리그 리그 1의 2017-18 시즌을 참가중이다. 재정 문제로 파산을 한 후, 5부 리그에 해당하는 2010-11 시즌 샹피오나 나시오날로 강등당한 것을 올라온 것이다. RC 스트라스부르 알자스 (RC Strasbourg Alsace)로 개명을 한 뒤, 2012-13 시즌에 CFA 대회를 우승했고, 마침내 2015–16년에는 샹피오나 나시오날을 우승했다.
스트라스부르는 프랑스의 주요 3개 대회를 전부를 우승한 여섯 개의 클럽 중 하나이다: 1979년 프랑스 선수권 대회, 1951년, 1966년, 2001년에 쿠프 드 프랑스, 1997년, 2005년에 쿠프 드 라 리그. 또한 프랑스 최상위 리그에서 2,000 경기 이상 (56시즌)을 뛴 6개의 클럽 중 한 곳이기도 하며, 1961년 이후로 유럽 선수권대회에서는 52 경기에 참여했다.

## 역대 성적
- 리그 1 우승 1회
  - 우승: 1979
  - 준우승: 1935
- 리그 2 우승 3회
  - 우승: 1977, 1988, 2017
  - 준우승: 2002
- 쿠프 드 프랑스 우승 3회
  - 우승: 1951, 1966, 2001
  - 준우승: 1937, 1947, 1995
- 쿠프 드 라 리그 우승 3회
  - 우승: 1997, 2005, 2019
- 쿠프 강바르델라 우승 2회
  - 우승: 1965, 2006
  - 준우승: 2003
- UEFA 인터토토컵 우승 1회
  - 우승: 1995

## 선수 명단

### 현역
참고: FIFA 자격 규정에 따라 소속된 국가대표팀 국기를 표시합니다. 선수는 복수의 FIFA 비회원국 국적을 가지고 있을 수 있습니다.
| 번호 | 포지션 | 국적         | 이름            |
| ---- | ------ | ------------ | --------------- |
| 8    | MF     |              | 안드레이 산투스 |
| 10   | FW     |              | 에마누엘 에메하 |
| 11   | FW     | 코트디부아르 | 모이즈 사히     |
| 13   | DF     | 기니         | 사이두 소우     |
| 19   | MF     | 세네갈       | 하비브 디아라   |

| 번호 | 포지션 | 국적         | 이름          |
| ---- | ------ | ------------ | ------------- |
| 24   | DF     | 코트디부아르 | 아바카르 실라 |
| 36   | GK     | 모로코       | 알라 벨라루치 |
| 40   | FW     | 마르티니크   | 제레미 세바스 |

## 역대 감독
| 감독            | 임기        |
| --------------- | ----------- |
| 로베르 에르뱅   | 1986 ~ 1987 |
| 이반 하셰크     | 2001 ~ 2003 |
| 파트리크 비에라 | 2023 ~      |